# Donald Symington

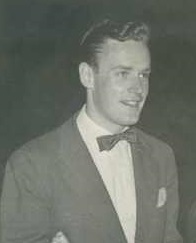
Donald Symington in 1950

Donald Leith Symington (Baltimore 30 augustus 1925 – aldaar, 24 juli 2013) was een Amerikaans acteur.
Symington speelde in tientallen films en televisieseries. Hij speelde onder meer in de films Diary of a Mad Housewife, The Front, Annie Hall, Wolfen, Mighty Aphrodite, Blood Line en Man of the Century. In 1982 in Hanky Panky met Gene Wilder en in 1983 in de comedyfilm Spring Break.
Op televisie was hij onder meer te zien in Law & Order: Special Victims Unit, Fantasy Island, The Cosby Mysteries, Swans Crossing, Sanctuary of Fear, The Magnificent Yankee en American Playhouse.
Symington, broer van diplomaat J. Fife Symington Jr., was vanaf 1955 getrouwd met actrice Leslie Paul en ze kregen drie kinderen.
In 2013 is hij overleden op 87-jarige leeftijd.
- Library of Congress Control Number: no2014056407
- Virtual International Authority File: 308698230
- WorldCat: E39PBJjXfT8mqbMBHywVrGF9Xd